# Rita Fuhrer

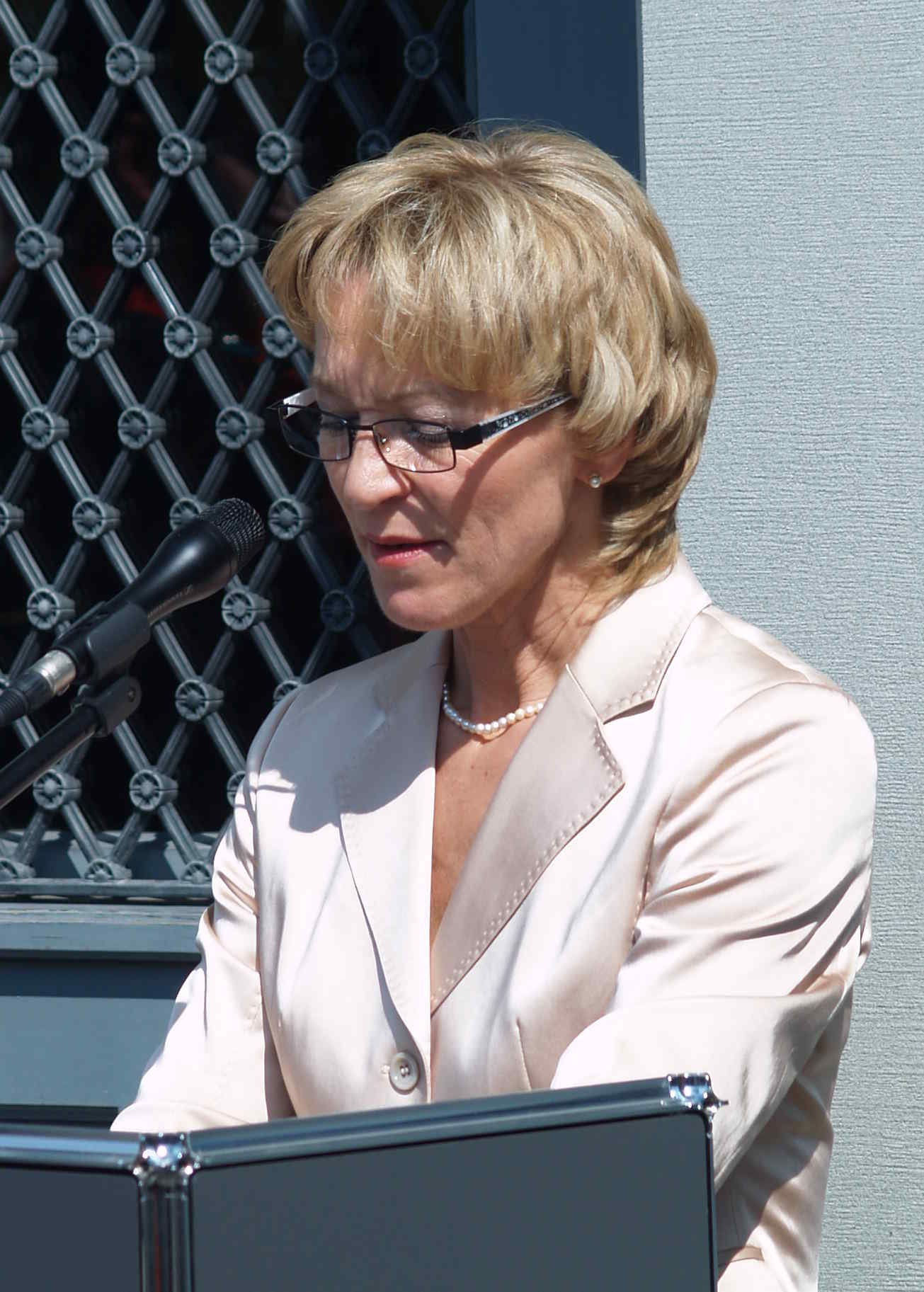
Rita Fuhrer bei einer Ansprache anlässlich des 150-jährigen Jubiläums der Glatthalbahn am 9. Sept. 2006 in Uster

Rita Fuhrer (* 10. Juli 1953) ist eine Schweizer Politikerin (SVP). Von 1995 bis 2010 war sie Regierungsrätin des Kantons Zürich.

## Persönliches
Aufgewachsen ist Fuhrer in Thal im Kanton St. Gallen. Nach einem Praktikum in Lausanne und Lugano zog sie zusammen mit ihrem zukünftigen Mann nach Beckenried. Seit 1986 lebt sie in Auslikon (Gemeinde Pfäffikon ZH). Sie ist eine leidenschaftliche Velofahrerin.

## Berufliche Karriere
Rita Fuhrer ist seit 1972 verheiratet und hat drei Söhne. Von 1972 bis 1994 wirkte sie als Agenturleiterin einer Krankenversicherung. Ab 1981 bis zur Wahl in den Zürcher Regierungsrat arbeitete sie als freie Mitarbeiterin bei verschiedenen schweizerischen Tageszeitungen. Von 1995 bis 2010 war sie vollamtliche Regierungsrätin des Kantons Zürich.
Von 2010 bis 2018 war sie Verwaltungsrätin der Raiffeisen Schweiz. Seit 2012 ist sie Präsidentin des Schweizerischen Verein Balgrist, Trägerverein der Universitätsklinik Balgrist in Zürich. Sie folgte auf Eric Honegger. Seit 2015 ist sie Verwaltungsrätin der Balgrist Campus AG und seit 2021 der Belano Group AG. Sie ist seit 2017 Stiftungsratspräsidentin der BONVIDA Stiftung in Schönengrund und seit 2012 Präsidentin der Stiftung zur Erhaltung und Förderung des traditionellen Handwerks im Zürcher Berggebiet. Seit 2013 ist sie Präsidentin der Genossenschaft Heimatwerk & Handweberei Zürcher Oberland in Bauma.

## Politische Karriere
Rita Fuhrer begann ihre politische Karriere 1988 als Mitglied der Oberstufenschulpflege Pfäffikon. Dieses Amt hatte sie bis 1990 inne. Zwischen 1989 und 1993 war sie zudem Vizepräsidentin der Fortbildungs- und Berufswahlschule Wetzikon. Von 1990 bis 1995 präsidierte sie die Oberstufenschulpflege Pfäffikon.
Von 1992 bis zu ihrer Wahl in den Regierungsrat 1995 war sie Mitglied des Kantonsrates. 1995 wurde sie in den Regierungsrat des Kantons Zürich gewählt, wobei sie in ihrem eigenen Wahlkreis keine Mehrheit erreichte. 1999 wurde sie mit dem besten und 2003 mit dem drittbesten Resultat im Amt bestätigt. Von 1995 bis 2003 stand sie der Direktion für Soziales und Sicherheit vor. Von 2004 bis zu ihrem Rücktritt im April 2010 war sie Vorsteherin der Volkswirtschaftsdirektion.
2006/2007 übte Rita Fuhrer zum zweiten Mal nach 1999/2000 das Amt der Vizepräsidentin des Regierungsrates aus. In der Amtszeit 2000/2001 präsidierte sie den Regierungsrat. In der Amtszeit 2007/2008 präsidierte sie wieder den Zürcher Regierungsrat.
Im Jahr 2000 kandidierte sie erfolglos für den Bundesratssitz des zurückgetretenen Adolf Ogi (siehe Bundesratswahl 2000).
Rita Fuhrer führte unter anderem im Auftrag des Regierungsrates die Polizei- und Militärdirektion und die Fürsorgedirektion in die Direktion für Soziales und Sicherheit zusammen. Die Volkswirtschaftsdirektion entwickelte unter ihrer Führung ein Gesamtverkehrskonzept, das Agglomerationsprogramm „Siedlung und Verkehr“, und nahm weitere Grundlagenarbeiten in Angriff.
Von 2008 bis 2010 war sie als Regierungsratsmitglied im Bankrat der Schweizerischen Nationalbank vertreten, sie folgte auf Eveline Widmer-Schlumpf.
Am 27. August 2009 gab sie bekannt, dass sie aus gesundheitlichen Gründen als Regierungsrätin auf Ende April 2010 zurücktreten werde. Als ihr Nachfolger im Regierungsrat wurde Kantonsrat Ernst Stocker (SVP) am 23. November 2009 im ersten Wahlgang gewählt.
Die SVP brachte im Herbst 2014 die wieder genesene alt Regierungsrätin Rita Fuhrer als aussichtsreiche Kandidatin für die Wahl um einen Ständeratssitz ins Spiel. Diese erklärte jedoch am 19. November 2014 aus persönlichen Gründen nicht anzutreten.

## Flughafenpolitik
Ab Fuhrers Wechsel zur Volkswirtschaftsdirektion wurde sie, wie alle ihre Amtsvorgängerinnen und -vorgänger, fast ausschliesslich mit der Flughafenpolitik in Verbindung gebracht. Sie gilt als Mutter des Zürcher Fluglärm-Index (ZFI). Anders als die so genannte Plafonierungsinitiative, welche dem Flughafen eine maximale Anzahl von 250 000 Flugbewegungen pro Jahr vorschreiben möchte, orientiert sich der ZFI an der Anzahl der vom Fluglärm betroffenen Menschen: Es geht beim ZFI darum, die Zahl der Lärmbetroffenen zu reduzieren, statt pauschal die Anzahl der Flugbewegungen zu beschränken.